# Bulborhodopis barbicornis
Bulborhodopis barbicornis is een keversoort uit de familie boktorren (Cerambycidae). De wetenschappelijke naam van de soort is voor het eerst geldig gepubliceerd in 1948 door Breuning.